# SUKIYAKI 上を向いて歩こう
『SUKIYAKI 上を向いて歩こう』（スキヤキ うえをむいてあるこう）は、2026年に公開される予定の日本映画。監督は瀬々敬久。
主人公は作曲家の中村八大。“六八九トリオ”と呼ばれた作曲家・中村、作詞家・永六輔、歌手・坂本九の友情と名曲「上を向いて歩こう」の誕生を描く。主演の岡田准一は今作でピアノに挑む。

## キャスト
中村八大
演 - 岡田准一
主人公。ジャズピアニストを経て作曲家になる。

## スタッフ
- 監督：瀬々敬久
- 脚本：港岳彦
- 音楽監督・音楽：岩崎太整
- 音楽：林正樹
- 企画・プロデュース：高明希
- 配給：東宝